# Perlamantispa pusilla
Perlamantispa pusilla är en insektsart som först beskrevs av Peter Simon Pallas 1772.  Perlamantispa pusilla ingår i släktet Perlamantispa och familjen fångsländor. Inga underarter finns listade i Catalogue of Life.